# Estádio Jader Fontenelle Barbalho
Estádio Jader Fontenelle Barbalho – wielofunkcyjny stadion w Santarém, Pará, Brazylia, na którym swoje mecze rozgrywają kluby São Francisco Futebol Clube i São Raimundo Esporte Clube.